# Hohe Wasserfalle
Die Hohe Wasserfalle ist ein 3003 m ü. A.  hoher Gipfel am Vereinigungspunkt dreier scharfer, fast ebener Grate in den nordwestlichen Stubaier Alpen in Tirol. Er befindet sich oberhalb des Ötztales etwa 600 Meter südöstlich des Hochreichkopfs (3010 m). Der etwas seltsame Name des Berges dürfte auf eine Bedeutungswandlung zurückzuführen sein. Es ist anzunehmen, dass ein Zusammenhang zum nahe gelegenen Stuibenfall besteht. Die erste bekannte Besteigung erfolgte am 28. August 1890 durch Ludwig Purtscheller über den Südostgrat. Über den Nordwestgrat gelangten zuerst Friedrich Stolz und Arthur Ledl am 30. Juli 1899 zum Gipfel.

## Lage und Umgebung
Die Hohe Wasserfalle stellt den Vereinigungspunkt dreier scharfer, zackiger Gratschneiden dar. Der Nordwestgrat zur Hochreichscharte (2912 m) verbindet den Gipfel mit dem Hochreichkopf. Der Südostgrat zieht zum Gaißkogel (2718 m), den Endpunkt des Südgrats stellt der Peistakogel (2641 m) dar. Südlich des Peistakogels befindet sich das Horlachtal, das unterhalb von Niederthai ins Ötztal mündet. Im Südosten der Hohen Wasserfalle befindet sich das Lange Wannenkar, ein ausgedehntes, mit grobem Blockwerk gefülltes Kar. Im Nordosten liegen letzte Reste des Steinkargletschers.

## Anstiegsmöglichkeiten
Der Normalweg führt von der Schweinfurter Hütte über die Finstertaler Alm durch das Lange Wannenkar bis in den letzten Winkel des Kares. Von dort gelangt man über einen steilen Hang zu einer Rinne, die in eine Einschartung unmittelbar westlich des Gipfels führt. Die Route ist bis zum Gipfel markiert, die letzten Meter durch die Rinne zum Gipfel erfordern leichte Kletterei (UIAA I. bis II.). Der Übergang vom Gipfel mit Kreuz zum ungefähr gleich hohen, wenige Meter westlich liegenden Nebengipfel ist ausgesetzt und verlangt Kletterei im II. Grad. Von der Hütte benötigt man gut drei Stunden zum Gipfel. Das Lange Wannenkar kann alternativ direkt von Niederthai auch über das Gruejoch erreicht werden. Anspruchsvoll ist die Route über den nicht markierten Südgrat mit Kletterstellen bis zum II. Grad.
Die Besteigung ist auch als Skitour möglich, der übliche Anstieg entspricht dabei in etwa dem Normalweg im Sommer.